# TinEye
TinEye（錫眼睛）是Idée公司所開發的反向圖像搜索網站。2008年5月6日開站，提供使用者依據URL或上傳的圖檔，搜尋網路上近似的圖像與位置。TinEye將搜尋目標與庫存圖像檔作比較，然後找出近似者並列出圖片網址。目前支援的圖像格式包括：JPEG、PNG及GIF格式。Idée公司於1999年在加拿大多倫多設立，專門發展圖像辨識軟體如PixID，與圖像搜尋引擎TinEye。截至2012年7月18日為止，該公司聲稱其資料庫收錄圖像已達20億張。

## 支援方式
可經由瀏覽器插件，小书签，或檔案上傳搜尋圖像檔案位置。

### 浏覽器插件
目前支援Mozilla Firefox及Internet Explorer的浏覽器插件介面。安裝插件之後，於圖像位置按滑鼠右鍵Search Background Image on TinEye後，會顯示該圖像的解析度及其它相同圖像的URL位置。可在其公司網站下載插件。
2010年2月12日增加Google Chrome的插件，但使用方式不同。

### 上傳圖像
可將圖像檔上傳到Idée公司網站，然後產生搜尋結果。目前上傳檔案大小限制為1MB位元。只有註冊用戶所上傳的圖像才會在圖像庫保留；否則72小時之後上傳的圖像會被刪除。

### 書籤列按鈕
支援Opera、Safari（包括Safari on the iPhone）浏覽器或JavaScript啟用之其它浏覽器。
Idée公司研發的PixID軟體，可分辨影像或靜態圖像是否在網際網路中出現。Piximilar將類似影像或靜態圖像檔分類，並建立索引檔管理圖像檔案。TinEye Mobile利用iPhone攝影機捕捉商品影像，送到Idée公司搜尋相關商品網站及價格。